# Bihor Oradea
Fotbal Club Bihor Oradea – rumuński klub piłkarski, grający w sezonie 2024/2025 w Lidze II, mający siedzibę w mieście Oradea, stolicy okręgu Bihor, leżącym w krainie Kriszana.

## Historia

### Początki piłki nożnej w Oradii
1 czerwca 1902 w parku Rhedey w Oradii (wówczas Austro-Węgry) odbył się pierwszy mecz piłkarski w tym mieście. Do 1910 w mieście nie działał jednak żaden klub. W 1910 powstał Athletic Club Oradea, który między innymi zdobył tytuł Mistrza Węgier. W 1919 Oradea została włączona do Rumunii. W latach 20. powstają kolejne kluby Torekves (Stăruința), CFR, Bihor.
W 1940 Oradea została włączona do Węgier, kluby grające w tym mieście zostały przeniesione do ligi węgierskiej. Natomiast w 1947, kiedy Bihor wrócił do Rumunii, kluby zostały przeniesione do ligi rumuńskiej. Przenoszenie, łączenia i zmiany nazw klubów powodują problem z właściwym określeniem wczesnej historii poszczególnych zespołów.

### Crișul Oradea
W 1958 został założony Crișul Oradea. Zespół rozpoczął rozgrywki od, najniższej wówczas, Divizji C. W 1960 klub został związany z fabryką obuwia Solidaritatea. W sezonie 1960/61 zespół wywalczył awans do Divizji B. Natomiast w sezonie 1962/1963 awans do Divizji A. Po sezonie 1965/1966 Crișul spadł do Divizji B. W sezonie 1967/1968 oradejczycy wywalczyli awans do Divizji A. Z najwyższej klasy rozgrywkowej spadli w 1969/1970, do której wrócili po jednym sezonie. W sezonie 1971/1972 zespół wywalczył ostatnie miejsce w Divizji A i wrócił do Divizji B.

### Bihor Football Club
Po sezonie 1971/1972 zarząd klubu postanowił zreorganizować klub i zmienić nazwę na Bihor Football Club. Klub z Oradii wrócił do najwyższej klasy rozgrywkowej w sezonie 1975/1976. Oradejczycy utrzymali się w Divizji A przez trzy lata. Trzy kolejne sezony grali w Divizji B. W sezonie 1982/1983 ponownie zagrali w Divizji A. W sezonie 1985/1986 ponownie Bihor okazał się najsłabszym zespołem Divizji A. W sezonach 1988/1989-1990/1991 drużyna z Oradii ponownie grała w Divizji A..
W 1996 klub spadł po raz pierwszy w historii do Divizji C i był bliski likwidacji. Klub został uratowany przez braci Borsi, którzy zainwestowali w klub i uchronili go przed upadkiem. Klub wywalczył awans do Divizji B oraz ćwierćfinał Pucharu Rumunii. Bracia Brosi wycofali się jednak z dalszego finansowania piłki nożnej. W 1998 klub przejął Viorel Stiubei. Mimo początkowych wielkich planów, klub po dwóch latach był bliski powrotu do Divizji C. W 2000 klub został uratowany przez samorząd okręgu Bihor.
Przed sezonem 2000/01 klub został przejęty przez Mariusa Vizera. Nowy właściciel obiecał powrót do Divizji A. W sezonie 2000/01 klub znalazł się na 4 pozycji, natomiast rok później na 3. W sezonie 2002/03 klub z Bihoru uplasował się na drugiej pozycji, która dawała awans do barażu o Divizję A. W barażu piłkarze z Oradii zagrali z 13 zespołem Divizji A, Oțelul Gałacz. W pierwszym meczu było 2:1 dla piłkarzy z Mołdawii. W rewanżu rozgrywanym na Stadionie Miejskim w Oradii po 90 minutach było również 2:1 dla gospodarzy. W dogrywce lepszy był Bihor, który ostatecznie wygrał dwumecz 4:3. Wszystkie cztery bramki dla oradejczyków strzelił Bogdan Vrăjitoarea. W Divizji A Bihor nie utrzymał się i spadł z powrotem do Divizji B. W następnych dwóch sezonach klub był bliski zwycięstwa w Divizji B. Jednakże od sezonu 2006/07, kiedy zmieniono nazwę linii na Liga a II, klub z Bihoru zaczął walczyć o utrzymanie się w lidze.

## Sukcesy
- Puchar Rumunii:
  - półfinał (2): 1964, 1976
- Liga I:
  - 7. miejsce (2): 1964, 1984
- Liga II:
  - mistrzostwo (5): 1963, 1971, 1975, 1982, 1988
  - wicemistrzostwo (7): 1968, 1973, 1974, 1980, 1993, 2003, 2006
- Liga III:
  - mistrzostwo (1): 1998

## Skład
Skład na podstawie:
| Nr | Poz. | Piłkarz                |
| -- | ---- | ---------------------- |
|    | BR   | Călin Fildan           |
|    | BR   | Raul Avram             |
|    | OB   | Diarra Abdoulaye       |
|    | OB   | Șerban Moraru          |
|    | OB   | Francesco Zanardini    |
|    | OB   | Sergiu Oltean          |
|    | OB   | Mihai Deaconescu       |
|    | OB   | Iulian Petruț Petrache |
|    | OB   | Andrei Lupu Răzvan     |
|    | PO   | Alexandru Bic Ovidiu   |
|    | PO   | Cristian Danci         |
|    | PO   | Cosmin Popa Mădălin    |

| Nr | Poz. | Piłkarz                  |
| -- | ---- | ------------------------ |
|    | PO   | Andrei Coroian           |
|    | PO   | Alexandru Ioan Sorian    |
|    | PO   | Ciprian Selagea          |
|    | PO   | Sebastian Sfârlea        |
|    | NA   | Adrian Mărkuș            |
|    | NA   | Andrei Alexandru Florean |
|    | NA   | Adrian Hadăr             |
|    | NA   | Botond Birtalan          |
|    | NA   | Dacian Ioan Bîrză        |
|    | NA   | Liviu Florin Pop         |
|    | NA   | Ovidiu Nicolae Popa      |
|    | NA   | Andrei Alexandru Sulea   |

## Reprezentanci kraju grający w klubie
- Cosmin Bărcăuan
- Marius Cheregi
- Sorin Cigan
- Zoltan Crișan
- Ovidiu Lazăr
- Gheorghe Liliac
- Zsolt Muzsnay
- Catalin Necula
- Marius Popa
- Iosif Rotariu
- Alexandru Sătmăreanu
- Lajos Sătmăreanu
- Anton Weissenbacher
- Ion Adrian Zare
- Jurica Siljanowski

## Stadion

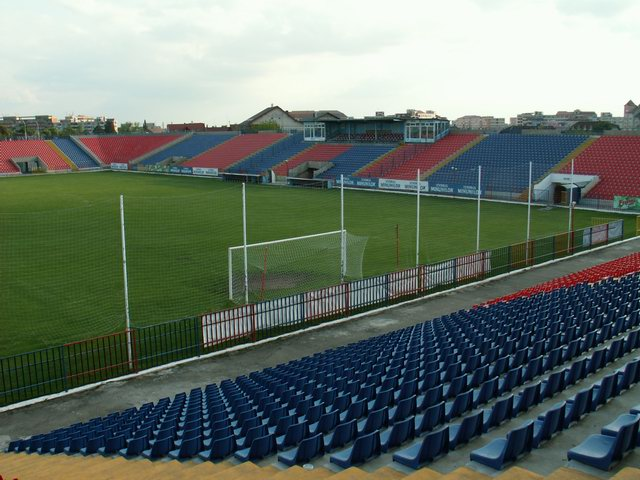
Stadion Municipal Oradea

Piłkarze Bihoru Oradea rozgrywają mecze w roli gospodarza na Stadionie Miejskim (Stadion Municipal), którego właścicielem jest Rada Miasta Oradea. Stadion został zbudowany w 1924. W 2004 i 2007 nastąpiła przebudowa stadionu. 27 listopada 2008 stadion został nazwany imieniem Iuliu Bodola'ego.
Stadion został zbudowany w stylu brytyjskim, bez bieżni. Trybuny są nisko i blisko boiska. Boisko znajduje się w niecce i ma nawierzchnię trawiastą. Pojemność trybun wynosi 18 tys., z czego 11 tys. to miejsca siedzące. Rekord frekwencji na tym stadionie padł w 1984, podczas meczu towarzyskiego Rumunia - Izrael, wówczas na trybunach zasiadło 30 tys. widzów.